# Stenobothrus croaticus
Stenobothrus croaticus är en insektsart som beskrevs av Willy Adolf Theodor Ramme 1933. Stenobothrus croaticus ingår i släktet Stenobothrus och familjen gräshoppor. Inga underarter finns listade i Catalogue of Life.